# Деснянська вулиця (Труханів острів)
Десня́нська вулиця — зникла вулиця Києва, що існувала в робітничому селищі на Трухановому острові. Пролягала від Дніпровської та Матвіївської вулиць до Дулібської вулиці.

## Історія
Виникла під такою ж назвою 1907 року під час розпланування селища на Трухановому острові. Восени 1943 року при відступі з Києва німецькі окупанти спалили селище на острові, тоді ж припинила існування уся вулична мережа включно із Деснянською вулицею.
1955 року такою ж назвою було названо вулицю на Шулявці. Також вулиця під такою ж назвою існує у с. Троєщина.

## Відомі мешканці
У будинку № 5 жила велика родина Краснокутських. У 1922–1939 роках в будинку жив Георгій Ясєв.